# Agendasättande journalistik
Agendasättande journalistik kan även avse kampanjjournalistik.
Agendasättande journalistik är en del i Max MacCombs och Donalds Shaws samhällsvetenskapliga teori om agendasättning. Den beskriver hur nyhetsmedier har förmågan att påverka tematiken på de ämnen som diskuteras genom hur de (1) filtrerar och skapar verkligheten genom sina skildringar, (2) hur koncentrationen på några få ämnen leder till att mediekonsumenter uppfattar dessa ämnen som viktiga.

## Teorin om agendasättning
Teorin utvecklades i studien Chapel Hill av McCombs och Shaw om presidentvalet i USA 1968. Studien visade en stark korrelation mellan vad 100 invånare i Chapel Hill i North Carolina tyckte var de viktigaste valfrågorna och vad de lokala och nationella nyhetsmedierna rapporterade om var de viktigaste frågorna. Genom att jämföra tematiken i nyhetsartiklarna för de ämnen som rapporterades om och allmänhetens uppfattning om den viktigaste valfrågan kunde McCombs och Shaw bestämma i vilken grad medierna bestämmer den allmänna opinionen. Sedan studien publicerades har mer än 400 studier publicerats på den agendasättande funktionen hos massmedierna.

## Debatt kring agendasättande journalistisk i Sverige
I Sverige har begreppet agendasättande journalistik använts dels som en beskrivning av medier av deras egen inriktning eller ambition och dels som ett begrepp där fenomenet kritiserats och närmast kommit att användas som ett skällsord. När begreppet omnämns i positiva termer ges det oftast en innebörd av att producera uppmärksammad och resurskrävande journalistik, gärna med inslag av grävande journalistik och scoop, som ger avtryck hos andra medier och i samhällsdebatten. När begreppet används positivt ses det inte i motsatsförhållande till saklig journalistik. När begreppet omnämns i negativa termer ligger fokus ofta på att konsekvensneutraliteten överges eller att ett medium avsiktligt driver en politisk linje eller bedriver aktivism i sin nyhetsrapportering snarare än enbart inom ramen för mediets opinionsmaterial.
Åren runt 2010 använde flera svenska medier begreppet agendasättande journalistik för att beskriva sig själva, bland andra Sveriges radio, Svenska Dagbladet, och Göteborgs-Posten. I mars 2013 meddelade Dagens Nyheters (DN) nytillträdde chefredaktör Peter Wolodarski att tidningen skulle fokusera mer på agendasättande journalistik, vilket beskrevs som en satsning på kvalitetsjournalistik. Åren därefter började begreppet agendasättande journalistik oftare användas i negativ betydelse, och ofta med Dagens Nyheter i centrum för kritiken. Bland de som kritiserat Dagens Nyheter finns Johan Hakelius vid Aftonbladet, Susanna Popova vid Svenska Dagbladet och den tidigare DN-medarbetaren Lasse Granestrand. Denna debatt var särskilt intensiv i samband med flyktingkrisen 2015 och var då en del av en bredare debatt om svensk asylpolitik och mediernas roll, men har senare även gällt andra frågor. När debatten var som mest intensiv framförde Dagens Nyheter och Wolodarski att tidningen innehåll speglade en mycket bredare uppsättning åsikter än vad kritikerna hävdade samt att en del av DN:s ställningstaganden varit en direkt reaktion på hot och hat.
Efter denna debatt konstaterades att begreppet agendasättande journalistik skiftat innebörd och mer kommit att användas i negativ betydelse, som en anklagelser mot medier. Begreppet fortsatte dock att användas som en egenbeskrivning med positiv innebörd av flera svenska medier, bland annat landsortspress.